# Horní Bukovina
Pour les articles homonymes, voir Bukovina.
Horní Bukovina (en allemand : Ober Bukowin) est une commune du district de Mladá Boleslav, dans la région de Bohême centrale, en République tchèque. Sa population s'élevait à 242 habitants en 2020.

## Géographie
Horní Bukovina se trouve à 4 km au nord-ouest de Mnichovo Hradiště, à 15 km au sud-sud-est de Mladá Boleslav et à 62 km au nord-est de Prague.
La commune est limitée par Mukařov au nord, par Jivina à l'est, par Klášter Hradiště nad Jizerou au sud-ouest, par Bílá Hlína au sud, et par Rokytá à l'ouest.

## Histoire
La première mention écrite de la localité date de 1279.

## Administration
La commune se compose de deux quartiers :
- Horní Bukovina
- Dolní Bukovina

## Transports
Par la route, Horní Bukovina se trouve à 5,5 km de Mnichovo Hradiště, à 22 km de Mladá Boleslav et à 78 km du centre de Prague.